# جورجيو كاربي
جورجيو كاربي (بالإيطالية: Giorgio Carpi)‏ لاعب كرة قدم إيطالي في مركز خط الوسط (ولد يوم 30 يونيو من العام 1909 في فيرونا) لعب كاربي 6 مواسم (شارك في 36 مباراة) مع نادي روما الإيطالي

## اقرأ أيضاً
- برونو كونتي
- فرانشيسكو توتي
- نادي روما